# Brachythemis contaminata
Brachythemis contaminata là loài chuồn chuồn trong họ Libellulidae. Loài này được Fabricius mô tả khoa học đầu tiên năm 1793.

## Hình ảnh

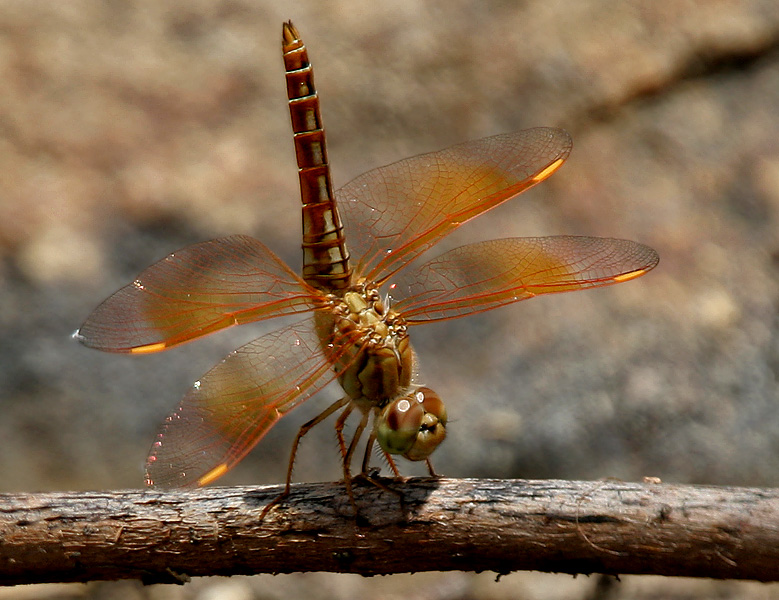
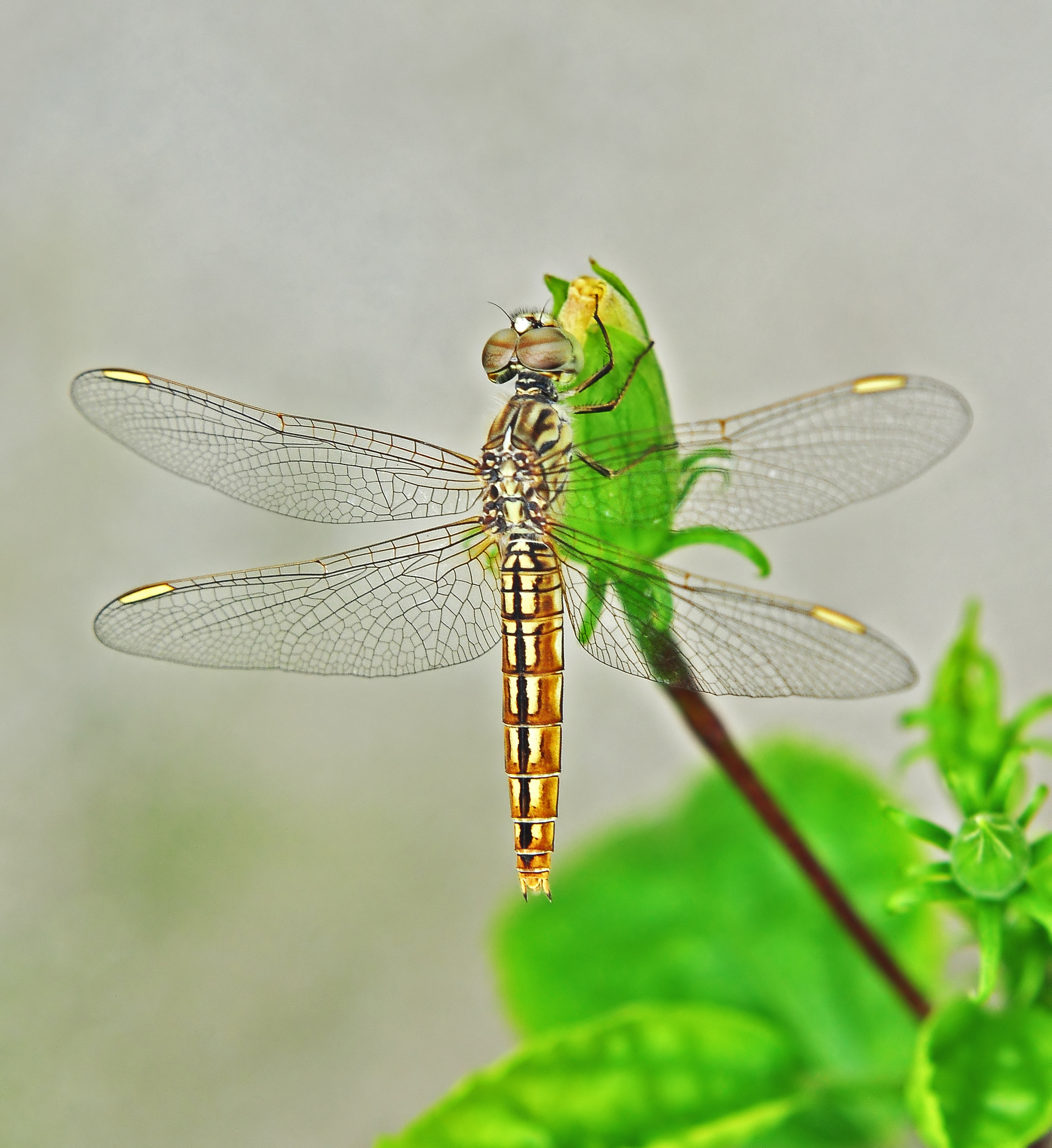
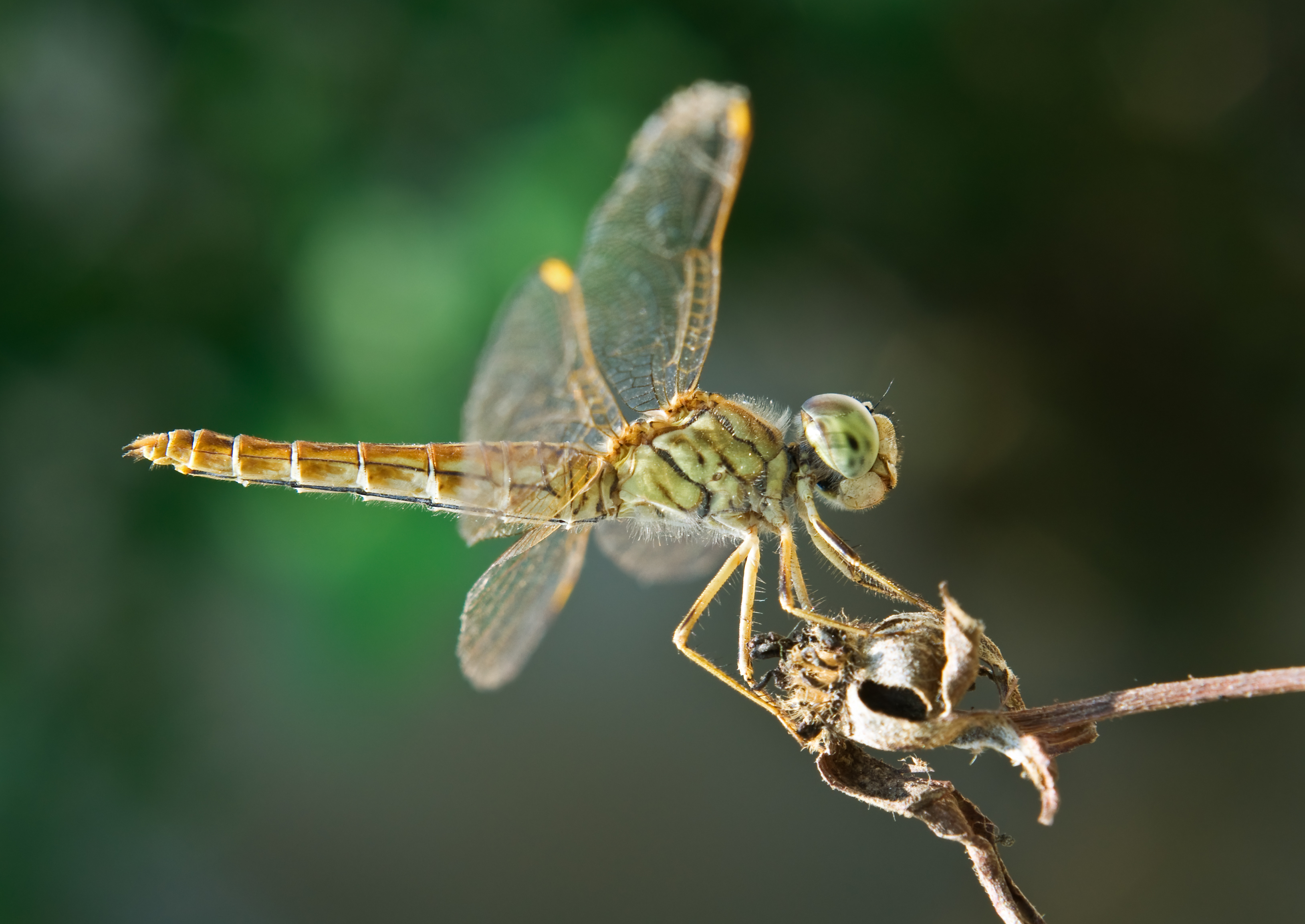